# 2458 Veniakaverin
2458 Veniakaverin è un asteroide della fascia principale del diametro medio di circa 24,01 km. Scoperto nel 1977, presenta un'orbita caratterizzata da un semiasse maggiore pari a 3,1341837 UA e da un'eccentricità di 0,1362708, inclinata di 2,08372° rispetto all'eclittica.
L'asteroide è dedicato allo scrittore sovietico Veniamin Aleksandrovič Kaverin.